# Mieczysław Golba
Mieczysław Józef Golba (Jarosław; 24 de Abril de 1966 — ) é um político da Polónia. Ele foi eleito para a Sejm em 25 de Setembro de 2005 com 5551 votos em 22 no distrito de Krosno, candidato pelas listas do partido Prawo i Sprawiedliwość.